# Thelebolus stercoreus

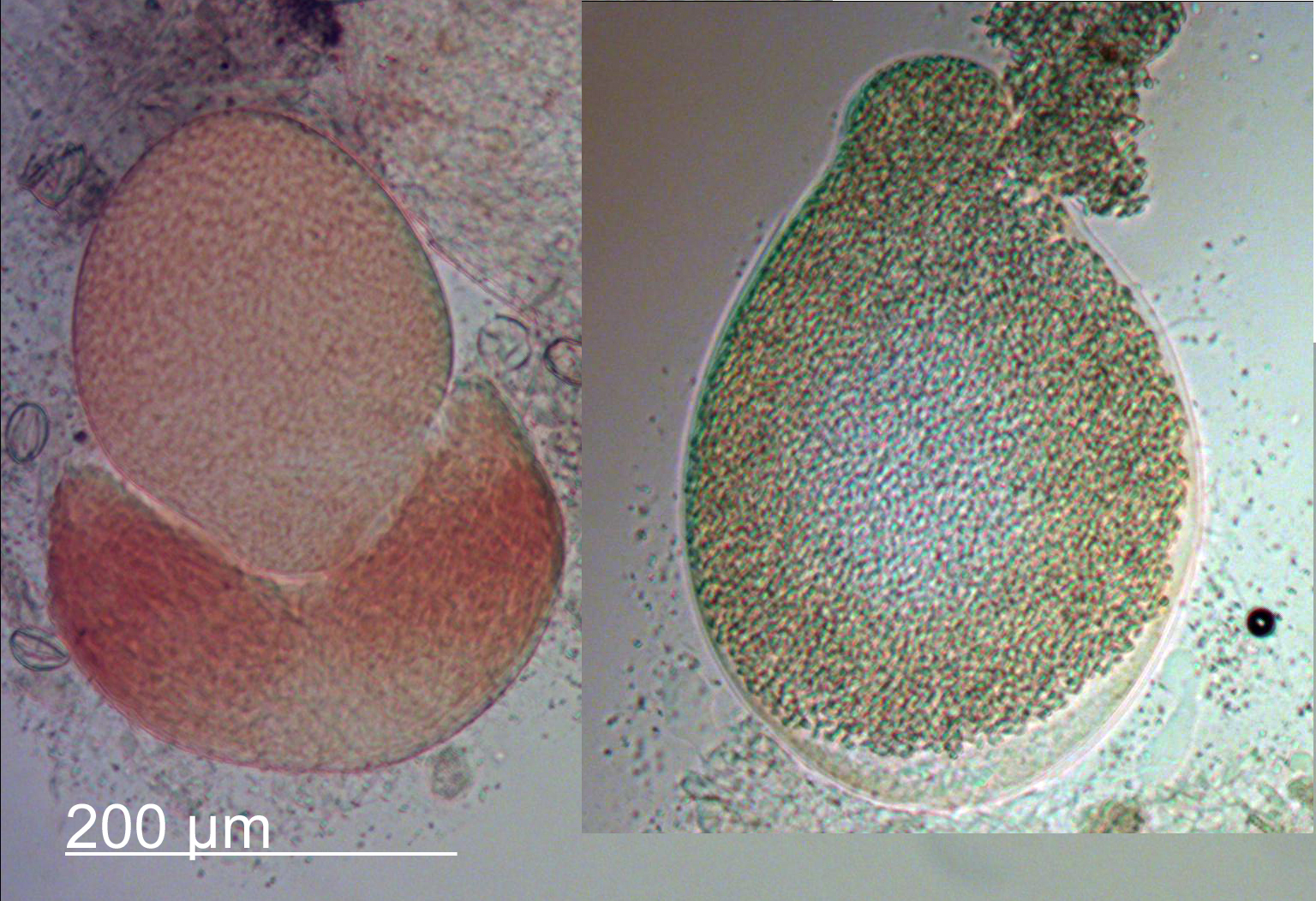
Worek zawierający do 2000 askospor

Thelebolus stercoreus Tode – gatunek grzybów z rodziny Thelebolaceae.

## Systematyka i nazewnictwo
Pozycja w klasyfikacji według Index Fungorum: Thelebolus, Thelebolaceae, Thelebolales, Leotiomycetidae, Leotiomycetes, Pezizomycotina, Ascomycota, Fungi.
Po raz pierwszy opisał go w roku 1790 Heinrich Julius Tode na odchodach ludzkich. Synonim: Ascobolus stercoreus (Tode) Quél. 1886.

## Morfologia
Askokarpy pojedynczo lub w grupach na powierzchni podłoża lub nieco w nim zagłębione, początkowo prawie kuliste i zamknięte w postaci klejstotecjum, potem otwarte, podobne do apotecjum, kuliste, jajowate lub elipsoidalne, o średnicy (40–) 55–220 μm, osiągające 300–400 µm, szkliste, blado żółtawe lub jasnobrązowe, bez ekscypulum. Często pozostają zamknięte, ale zwykle otwierają się u góry nieregularnymi dużymi szczelinami w warstwa korowej, odsłaniającymi hymenium. Hymenium ze zmienną liczba worków: 10–40 w przypadku worków 32-zarodnikowych, 7–12 w przypadku worków 64-zarodnikowych, 2–5 (–10) w przypadku worków z 256 zarodnikami i 1 lub 2, gdy zarodników jest od 500 do ponad 2000. Hypotecjum niezróżnicowane. Wyraźnie zróżnicowana warstwa korowa (ectal excipulum), blado żółtawa do brązowej, początkowo o grubości 20–35 µm, złożona z dwóch do czterech warstw izodiametrycznych komórek o średnicy 4,5–12 µm (textura globulosa), w stanie dojrzałym o grubości 15–20 μm, złożona z jednej do trzech warstw mniej lub bardziej spłaszczonych komórek 4,5–12 × 4,5–7 μm (tekstura angularis). Worki zawierające od 32 do 2000 askospor, o zmiennym kształcie i wielkości, w zależności od liczby utworzonych zarodników. Worki 64- zarodnikowe są szeroko maczugowate (40–75 × 15–25 μm), worki 256-zarodnikowe (3,8–)4,5–7 × 2,8–4 μm, worki o 500 do ponad 2000 worków zarodników 4,5–8 × 3–4,5 μm. Zawartość worków raczej jednorodna, rzadko z pęcherzykami powietrza, worki raczej cienkościenne, gładkie lub rzadko bardzo drobno chropowate. Parafizy raczej nieliczne, często nieobecne, nitkowate, szkliste lub z amorficznym, brązowym pigmentem międzykomórkowym, o średnicy 2–3 µm, proste, rozwidlone lub zakrzywione u góry, na końcu rozszerzone do 4–5 μm, szczególnie w „apotecjoidach”, reprezentacjach 32- i 64-zarodnikowe worki. Grzybnia szklista, często tworząca cienką białą matę grzybni na powierzchni podłoża, zbudowana z nieregularnie cylindrycznych strzępek o szerokości 2,3–7 µm.

## Występowanie i siedlisko
Znane jest występowanie Thelebolus stercoreus w Ameryce Północnej, Europie, Australii, na Nowej Zelandii i w Afryce, ale nie notowany na Antarktydzie. W Polsce M.A. Chmiel w 2006 r. przytoczyła 13 stanowisk (wszystkie na odchodach zwierząt roślinożernych), w późniejszych latach podano następne.
Grzyb koprofilny występujący na odchodach zwierząt i ludzi. Znaleziono go na odchodach krów, koni, owiec, kóz, birmańskich
kóz, jeleni, kozic, łosi, psów, lisów, wilków, marmotów, jeżozwierzy, królików, zająców, cietrzewi, głuszców, kuropatw, ludzi i w glebie.